# Зальцбург (Німеччина)
Зальцбург (нім. Salzburg) — громада в Німеччині, розташована в землі Рейнланд-Пфальц. Входить до складу району Вестервальд. Складова частина об'єднання громад Реннерод.
Площа — 2,30 км2. Населення становить 220 ос. (станом на 31 грудня 2020).